# Fejjel a falnak (film, 1996)
A Fejjel a falnak (eredeti cím: Tin Cup) 1996-ban bemutatott amerikai romantikus filmvígjáték-sportfilm, melyet John Norville és Ron Shelton forgatókönyvéből Ron Shelton rendezett. A főbb szerepekben Kevin Costner, Rene Russo, Don Johnson és Cheech Marin látható.
A forgatás 1995. szeptember 18-tól 1995. december 12-ig tartott az amerikai Arizona, Texas és Kalifornia államokban. Az Amerikai Egyesült Államokban 1996. augusztus 16-án mutatták be a mozikban. Magyarországon 1997. január 16-án debütált az InterCom forgalmazásában.
Costnert a filmben nyújtott alakításáért 1997-ben Golden Globe-díjra jelölték legjobb férfi főszereplő kategóriában.

## cselekmény
Roy "Tökös" McAvoy (Kevin Costner) egyike a legtehetségesebb golfjátékosoknak. Ha csak egyszer az életben nem rohant volna fejjel a falnak, talán nem ott tartana, ahol. Ugyanis egy ütött-kopott lakókocsiban él a texasi Salome közelében, egy golf gyakorlópályán labdaszedő haverjával, Romeóval (Cheech Marin) és a helybelieknek ad golfleckéket. A valaha jobb napokat is látott egykori bajnok hírnevét önpusztító életmódja szárnyalja csak túl.
Léha hétköznapjaiba azonban besétál egy különleges nő, az elismert pszichiáter Dr. Molly Griswold (Rene Russo), hogy golfleckéket vegyen. Hamarosan Roy megtudja, a doktornő barátja egykori csapattársa, majd riválisa, a sikerektől önhitt David Simms (Don Johnson). David az Egyesült Államok aktuális golfbajnoka. Roy azonban az események előrehaladtával ráébred, nem képes kivonni magát a nő bűvköréből és úgy dönt,  páciensként bejelentkezik hozzá.
Lassacskán megtanulja becsülni önmagát és rájön, miképpen hódíthatná el Molly szívét: elhatározza, megnyeri a világ legnagyobb golfversenyét, az amerikai nyílt bajnokságot, a U.S. Opent.

## Szereplők
| Színész          | Szerep               | Magyar hang     |
| ---------------- | -------------------- | --------------- |
| Kevin Costner    | Roy "Tökös" McAvoy   | Szakácsi Sándor |
| Rene Russo       | Dr. Molly Griswold   | Kovács Nóra     |
| Don Johnson      | David Simms          | Jakab Csaba     |
| Cheech Marin     | Romeo Posar          | Beregi Péter    |
| Linda Hart       | Doreen               | Andresz Kati    |
| Dennis Burkley   | Earl                 | Varga Tamás     |
| Rex Linn         | Dewey                | Imre István     |
| Lou Myers        | Clint                | Palóczy Frigyes |
| Gary McCord      | önmaga               | Szokolay Ottó   |
| Frank Chirkinian | közvetítés producere | Várkonyi András |

A magyar szinkront a Mafilm Audio Kft. készítette.